# Jordan Williams (baloncestista)
Jordan Williams (Torrington, Connecticut, 11 de octubre de 1990) es un exjugador de baloncesto estadounidense que disputó una temporada en la NBA. Con 2,08 metros de estatura, jugaba en la posición de ala-pívot.

## Trayectoria deportiva

### Universidad
Jugó durante dos temporadas con los Terrapins de la Universidad de Maryland, en las que promedió 13,3 puntos, 10,2 rebotes y 1,2 tapones por partido. En su primera temporada lideró a los Terrapins en rebotes por partido, con 8,5, acabando segundo de toda la Atlantic Coast Conference. En 32 de los 33 partidos que disputó consiguió al menos 5 rebotes. Es el tercer freshman de la historia de la universidad, tras Joe Smith y Buck Williams en lograr más de 250 puntos y 250 rebotes en su primera temporada. fue elegido en el mejor quinteto de novatos de la conferencia, primer Terrapin que lo consigue desde 2000, año en que lo logró Steve Blake.
En su segunda temporada fue incluido en el mejor quinteto de la ACC, tras promediar 16,9 puntos y 11,8 rebotes por partido. En el mes de mayo anunció que renunciaba a los dos años que le quedaban de universidad para entrar en el draft de la NBA.

### Profesional
Fue elegido en la trigésimo sexta posición del Draft de la NBA de 2011 por New Jersey Nets. Sin embargo, debido a la huelga de la NBA de 2011, en noviembre de ese año se uniría al Stelmet Zielona Góra de la Polska Liga Koszykówki, club al que dejó al mes siguiente sin haber debutado. Jugó su primera partido con los Nets en la NBA el 2 de enero de 2012 ante Indiana Pacers.
En julio de 2012 fue traspasado a Atlanta Hawks junto con Jordan Farmar, Anthony Morrow, Johan Petro, DeShawn Stevenson y una elección de primera ronda del draft de 2013 a cambio de Joe Johnson. Pero los Hawks le contaron en septiembre antes del inicio de la temporada.
Disputó la NBA Summer League de julio de 2013 como parte de Los Angeles Lakers. Posteriormente, en agosto de ese año, fichó por el Bilbao Basket de la Liga ACB de España, pero no llegó a debutar, rescindiéndose su contrato antes de empezar la liga.
Williams volvió a competir profesionalmente tras más de cinco años de inactividad, cuando en febrero de 2018 se anunció su incorporación al CSU Sibiu de la Liga Națională de Rumania.

## Estadísticas de su carrera en la NBA

### Temporada regular
| Año     | Equipo     | PJ | PT | MPP  | %TC  | %3P  | %TL  | RPP | APP | ROB | TPP | PPP |
| ------- | ---------- | -- | -- | ---- | ---- | ---- | ---- | --- | --- | --- | --- | --- |
| 2011-12 | New Jersey | 43 | 5  | 14.8 | .507 | .000 | .652 | 3.6 | .3  | .5  | .3  | 4.6 |
| Total   | Total      | 43 | 5  | 14.8 | .507 | .000 | .652 | 3.6 | .3  | .5  | .3  | 4.6 |